# Déchargeuse

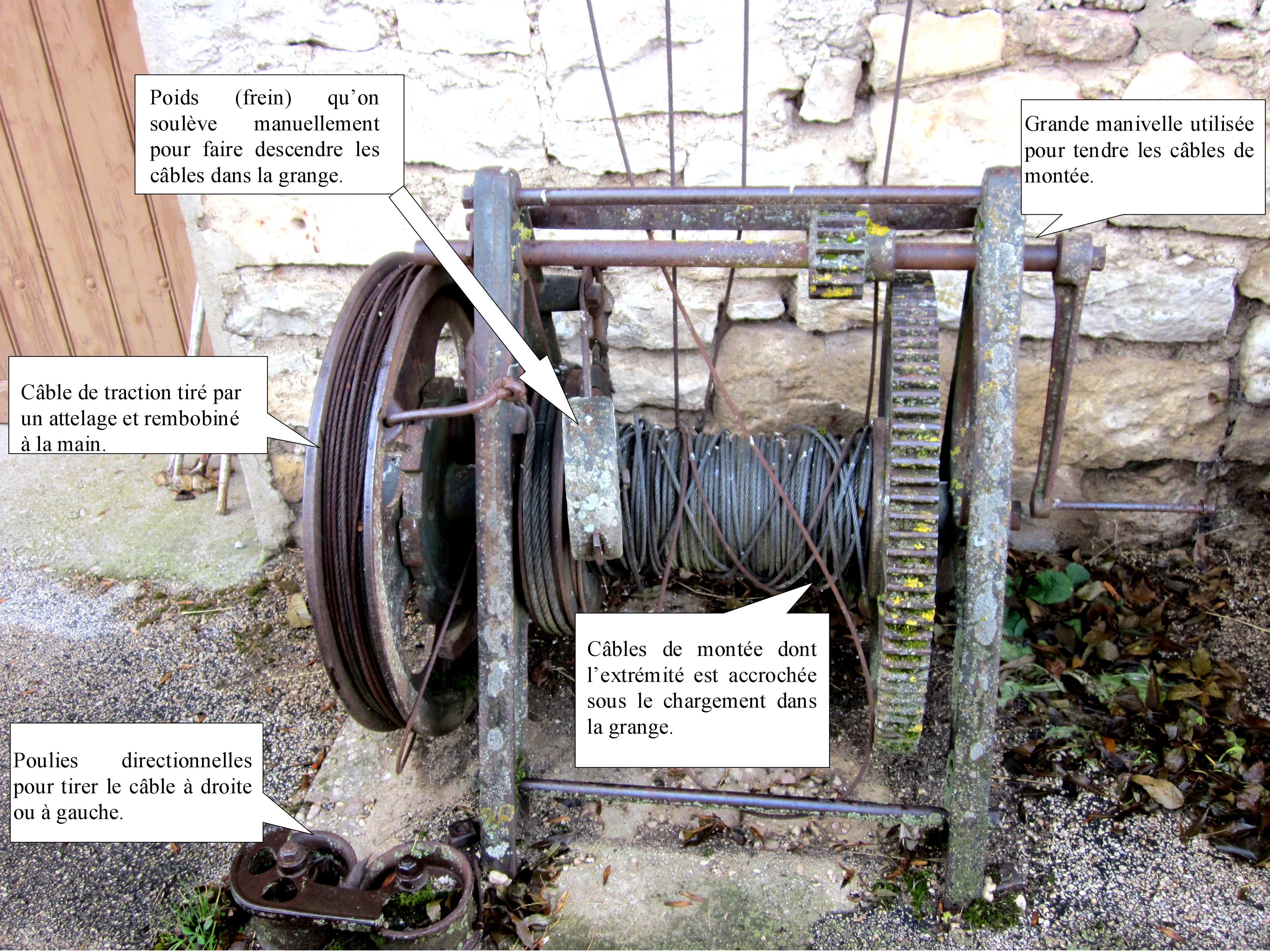
Treuil de déchargeuse.

Une déchargeuse est une installation technique qui combine un treuil et une plateforme sur rail pour monter les récoltes de foin et de paille dans les greniers. Elle s'est répandue sur les plateaux de Franche-Comté dans les années 1930-1940.

## Contexte
À la fin du XIXe siècle, les trop petits propriétaires quittent les campagnes françaises pour des emplois industriels en ville et libèrent des terres que reprennent les paysans qui demeurent au village : les surfaces cultivées augmentent et le cheptel aussi. Dans les régions d'élevage aux hivers longs, comme le massif du Jura, il faut de plus grands volumes pour stocker le fourrage et dès les années 1900, les nouvelles fermes sont plus vastes et plus hautes et on surélève également les maisons anciennes pour agrandir les greniers situés à l'étage ou au deuxième étage au-dessus des chambres à coucher. L'importance de ces volumes situés en hauteur pose le problème de la manutention des récoltes et deux solutions sont retenues dans les pays de moyenne montagne : les « granges hautes » auxquelles on accède par une rampe qui permet l'entrée des chars à foin, mais qui nécessitent un certain espace, ou les « déchargeuses », qui associent treuil et plateforme sur rail. Ce dernier choix est retenu surtout sur les plateaux du Jura.
C'est dans l'Entre-deux-guerres que les installations de déchargeuses se développent, mais aussi pendant l'Occupation de 1940 à 1944, quand les bras des paysans prisonniers font défaut dans les campagnes.

## Fonctionnement

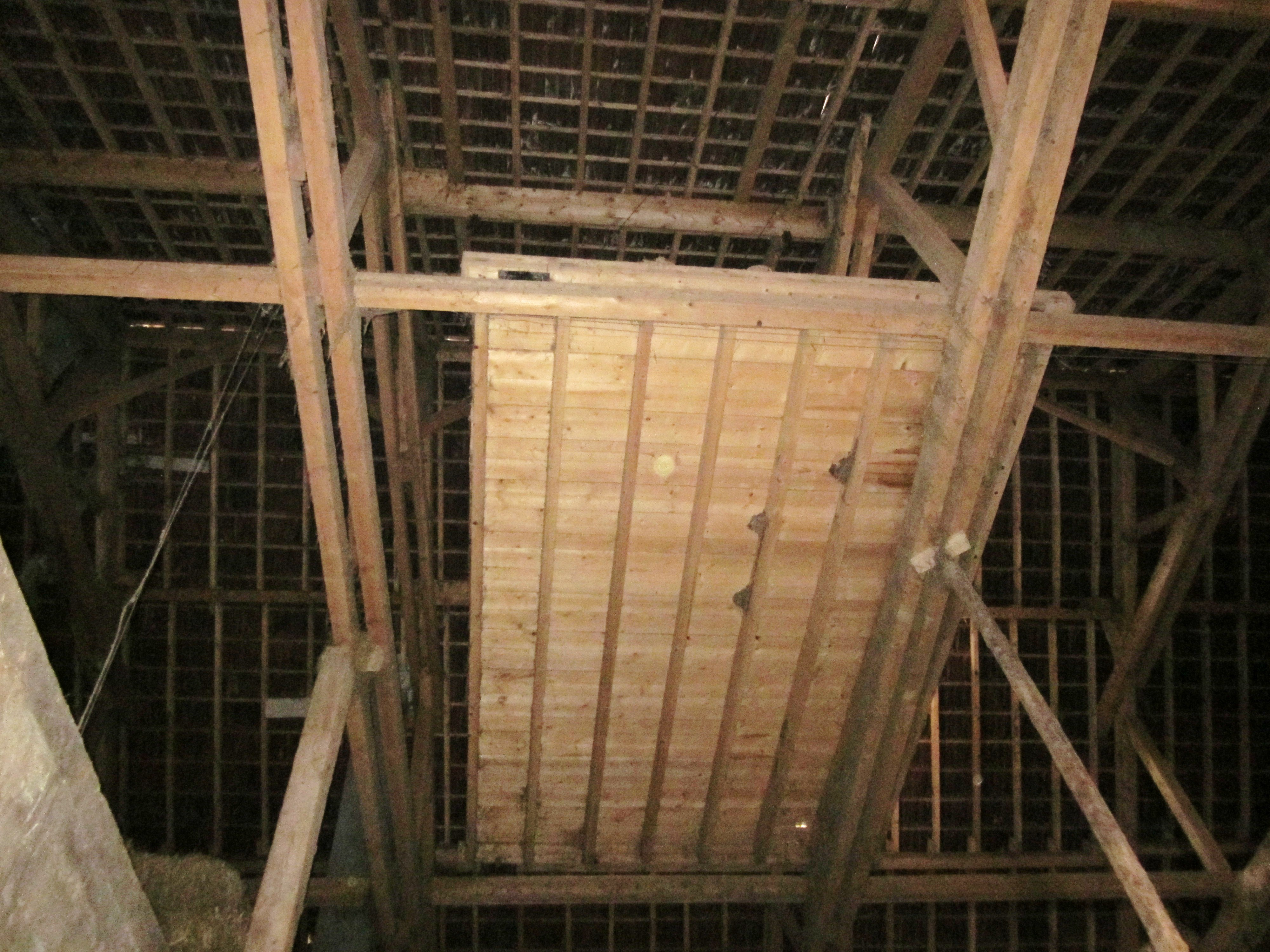
Plateforme de déchargeuse (« wagonnet »).

L'installation combine un treuil extérieur en fonte sur lequel s'enroulent et se déroulent les différents câbles, extérieurs ou intérieurs, et un système de rails à hauteur de la charpente de la grange sur lesquels roule une grande plateforme en bois d'environ 10 m × 5 m (on l'appelle localement « wagonnet »). 
On commence par anticiper lors du chargement au champ en plaçant dans le sens de la largeur sur le plancher de la remorque deux chaînes, une à l'avant et l'autre à l'arrière, sur lesquelles reposent deux perches de bois d'environ 10 cm de diamètre posées dans le sens de la longueur. La remorque chargée est roulée dans la grange et l'on accroche les chaînes aux quatre câbles équipés de poids et de crochets qui descendent grâce à des poulies depuis la charpente. Ces câbles s'enroulent sur le treuil extérieur et l'on assure la bonne fixation en remontant les poids grâce à une grande manivelle et des engrenages placés sur le treuil. Ensuite, on fait monter le chargement en déroulant un câble tiré sur quelques dizaines de mètres le long de la ferme par un attelage puis par un tracteur (plus rarement, le treuil est actionné par un moteur électrique). 
Quand le contenu du char atteint le faîtage, on arrête la traction et on fait rouler par un petit treuil placé dans la grange la plateforme sous la charge : on fait redescendre alors manuellement et lentement les câbles verticaux et les crochets se détachent automatiquement quand la tension n'existe plus. On déplace ensuite le « wagonnet » et sa charge que l'on jette vers le bas à la fourche sur le grenier où un second travailleur range et tasse le fourrage qui sera redescendu pour l'utilisation quotidienne durant l'hiver. Le système restait utilisable avec le conditionnement du foin et de la paille en petites bottes de quelques dizaines de kilos des années 1960/1970.
Cette installation demandait en fait plusieurs personnes pour son bon emploi et son usage pouvait présenter des dangers comme la chutent grave des travailleurs depuis la hauteur des charpentes ou des écrasements par des masses de foin ou de paille qui pouvaient retomber dans la grange, particulièrement avec le chargement instable des bottes de fourrage.
Le domaine géographique de cette solution technique semble être localisé : on rencontre ces déchargeuses en Franche-Comté et surtout sur les plateaux jurassiens avec quelques variantes techniques (nombre de câbles par exemple). On en rencontre aussi dans certaines parties des Vosges  comme à Ban-sur-Meurthe-Clefcy et en Haute-Marne comme à Voisey.

## Évolution
Dans les années 1960-1970, l'installation est parfois remplacée par un souffleur à foin qui propulse le fourrage dans un conduit oblique appelé « turbo » ou par une griffe électrique ou encore des tapis roulants « monte-foins ». Mais tous ces monte-charges deviendront obsolètes dans les années 1980 avec les hangars horizontaux où l'on stocke le fourrage et la paille sous la forme d'énormes bottes de plusieurs centaines de kilos que l'on manipule avec une fourche télescopique fixée sur un tracteur. 
La transformation des fermes a fait de ces déchargeuses une curiosité technique qui témoigne d'un moment du développement agricole d'une région. Elles sont d'ailleurs de plus en plus rares et à l'abandon, voire démontées lors de la transformation de ces fermes de village en maison d'habitation ou en résidence secondaire.